# Ewgeni Charadse
Ewgeni Kirillowitsch Charadse (georgisch ევგენი ხარაძე; * 18. Oktoberjul. / 31. Oktober 1907greg. in Tiflis, Gouvernement Tiflis, Russisches Kaiserreich; † 10. Oktober 2001 Tiflis, Georgien) war ein georgischer Astronom und Hochschullehrer.

## Leben
Charadse studierte Astronomie an der Universität Tiflis mit Abschluss 1930. Anschließend war er bis 1934 Aspirant im Institut für theoretische Astronomie in Leningrad. 1932 wurde er Direktor des Astrophysikalischen Observatoriums Abastumani der Georgischen Akademie der Wissenschaften (bis 1992). 1936 wurde er zum Kandidaten der physikalisch-mathematischen Wissenschaften promoviert. Ab 1937 leitete er den Lehrstuhl für Astronomie der Universität Tiflis. 1948 wurde er zum Doktor der physikalisch-mathematischen Wissenschaften promoviert. 1955 wurde er Mitglied der Georgischen Akademie der Wissenschaften. 1959–1965 war er Rektor der Universität Tiflis. 1972–1978 war er Vizepräsident der Georgischen Akademie der Wissenschaften und 1978–1986 ihr Präsident. 1984 wurde er Mitglied der Akademie der Wissenschaften der UdSSR (AN-SSSR).
Charadses Hauptarbeitsgebiet war die interstellare Absorption des Sternenlichts. Er untersuchte die Absorption in verschiedenen Richtungen in einer Galaxie und die Struktur der Galaxie unter Berücksichtigung dieser Absorption. 1952 erstellte er einen Katalog mit den Kennwerten von 14.000 Sternen in ausgewählten Kapteyn-Bereichen. Er bestätigte die Existenz des Gouldschen Gürtels. Er entdeckte die Abhängigkeit der Linienverschiebung im Lichtspektrum des P Cygni vom Ionisierungspotential der jeweiligen Elemente.
Charadse war Vorsitzender der Kommission für Astronomie der Sterne des astronomischen Rates der AN-SSSR (1960–1973), Vorsitzender des Büros Physik und Evolution von Galaxien und Metagalaxien der AN-SSSR (ab 1979) und Vizepräsident der Internationalen Astronomischen Union (1976–1982).
Charadse war Abgeordneter im Obersten Sowjet der UdSSR von der 9. bis zur 11. Sitzungsperiode.
1992 ging Charadse in den Ruhestand und wurde Ehrendirektor des Astrophysikalischen Observatoriums Abastumani, das jetzt als Nationales Astrophysikalisches Ewgeni-Charadse-Observatorium Abastumani an die Staatliche Ilia-Universität in Tiflis angeschlossen ist.

## Ehrungen
- Verdienter Wissenschaftler der Georgischen SSR (1961)
- Orden der Völkerfreundschaft (1987)
- Namensgeber des Asteroiden (2147) Kharadze